# 桃夭门大桥
桃夭门大桥，是位于中国浙江省舟山市的一座双塔双索面斜拉桥，横跨桃夭门水道，连接富翅岛和册子岛，是舟山大陆连岛工程（ 甬舟高速）的第三座跨海大桥。2001年3月开工建设，2003年4月完工，2006年1月1日正式通车。
大桥全长888米，桥面宽27.6米，双向四车道高速公路标准，跨度布置为48＋48＋50＋580＋50+48＋48米，主跨580米；桥塔高151米；通航净高32米，通航净宽280米。

## 事故
2009年1月6日10点30分左右，桃夭门大桥被连云港籍“信旺6号”工程船擦碰，造成大桥钢箱梁底部局部被擦损。原因是该船装载着一台大型吊机，整体高度达到约34米，已超过了桃夭门大桥通航净高32米的限制，但仍然违规通过，因而造成事故。